# Psalydolytta fusca
Psalydolytta fusca là một loài bọ cánh cứng trong họ Meloidae. Loài này được Olivier miêu tả khoa học năm 1795.